# Tephraea albofasciata
Tephraea albofasciata är en skalbaggsart som beskrevs av Moser 1909. Tephraea albofasciata ingår i släktet Tephraea och familjen Cetoniidae. Inga underarter finns listade i Catalogue of Life.